# Thorembais-Saint-Trond
Thorembais-Saint-Trond is een dorp in de Belgische provincie Waals-Brabant en een deelgemeente van Perwijs. Tot 1 januari 1977 was het een zelfstandige gemeente. Het ligt ruim twee kilometer ten noordwesten van het centrum van Perwijs. Ten noordoosten van de plaats ligt Thorembais-les-Béguines.

## Bezienswaardigheden
- Het Château Jadoul is een eclectisch woonhuis van 1894.
- De Onze-Lieve-Vrouw van Goede Hoopkapel (Chapelle Notre-Dame de Bonne Espérance) is een achthoekige kapel van 1820 in neoclassicistische stijl.
- De Sint-Trudokerk (Église Saint-Trond) is een classicistisch kerkgebouw van 1757. In 1785-1787 werd de kerk verlengd met twee traveeën en een koor.

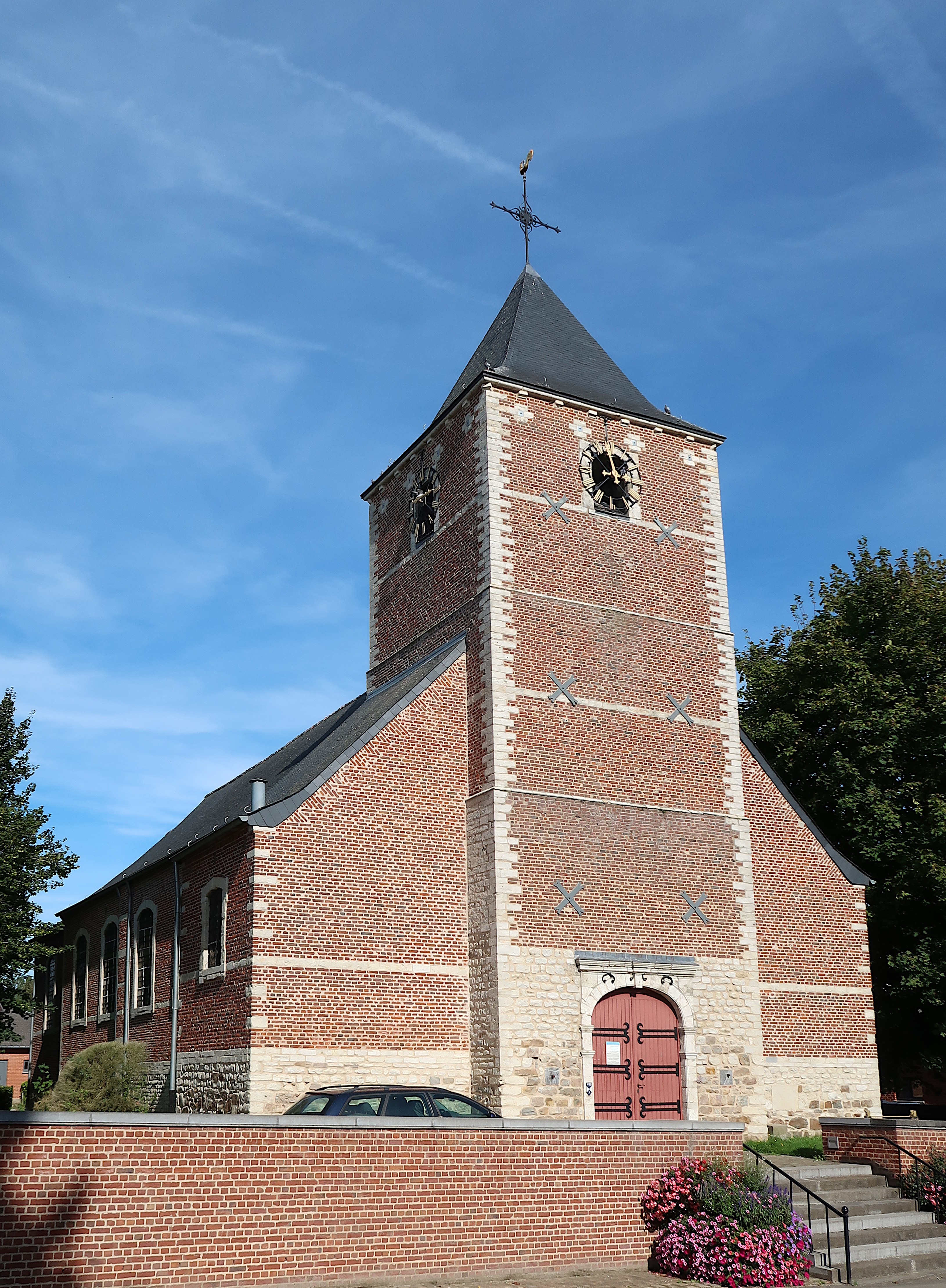
Sint-Trudokerk van 1757
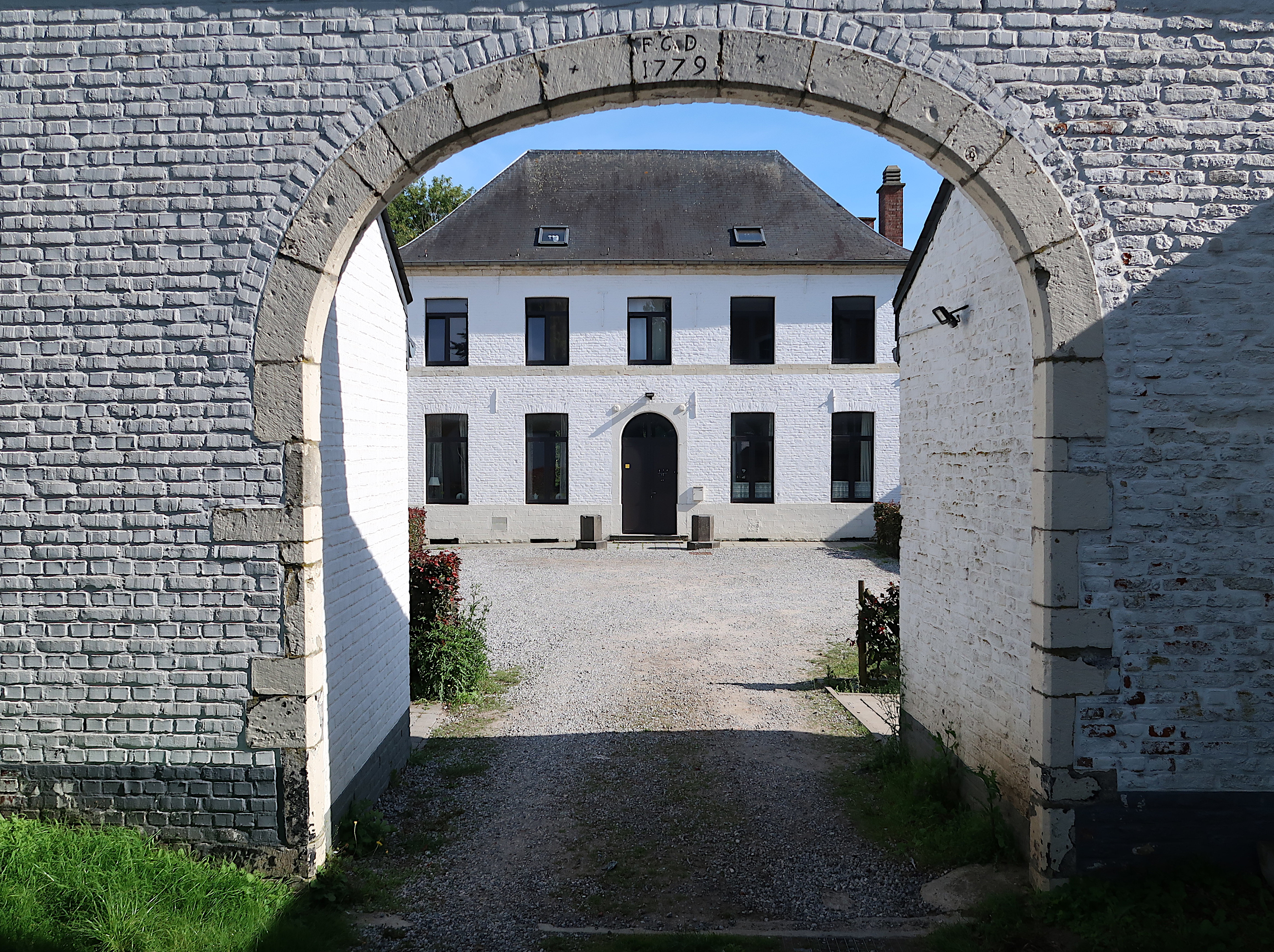
Pastorie van 1775
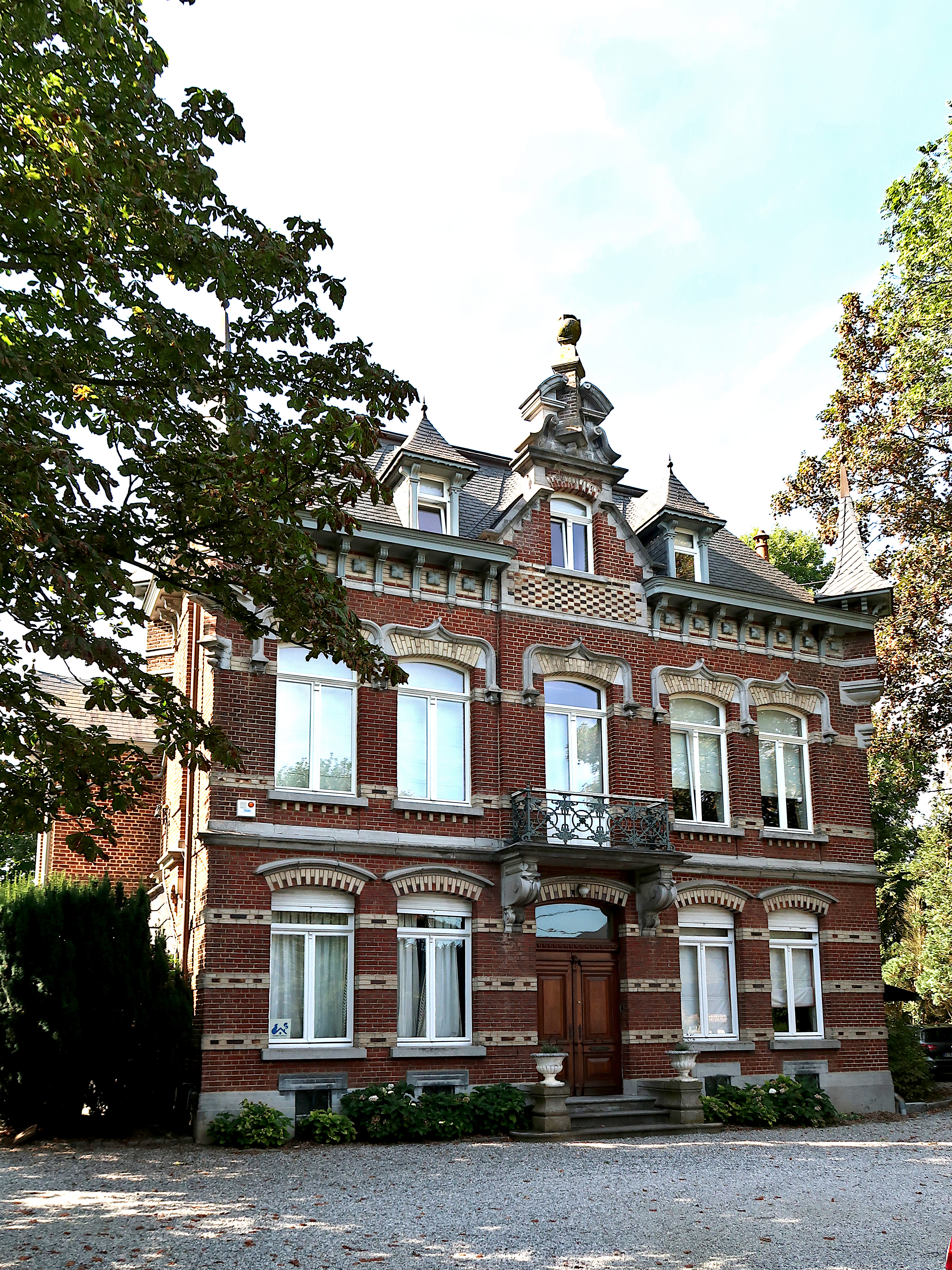
Manoir van Thorembais (1894)
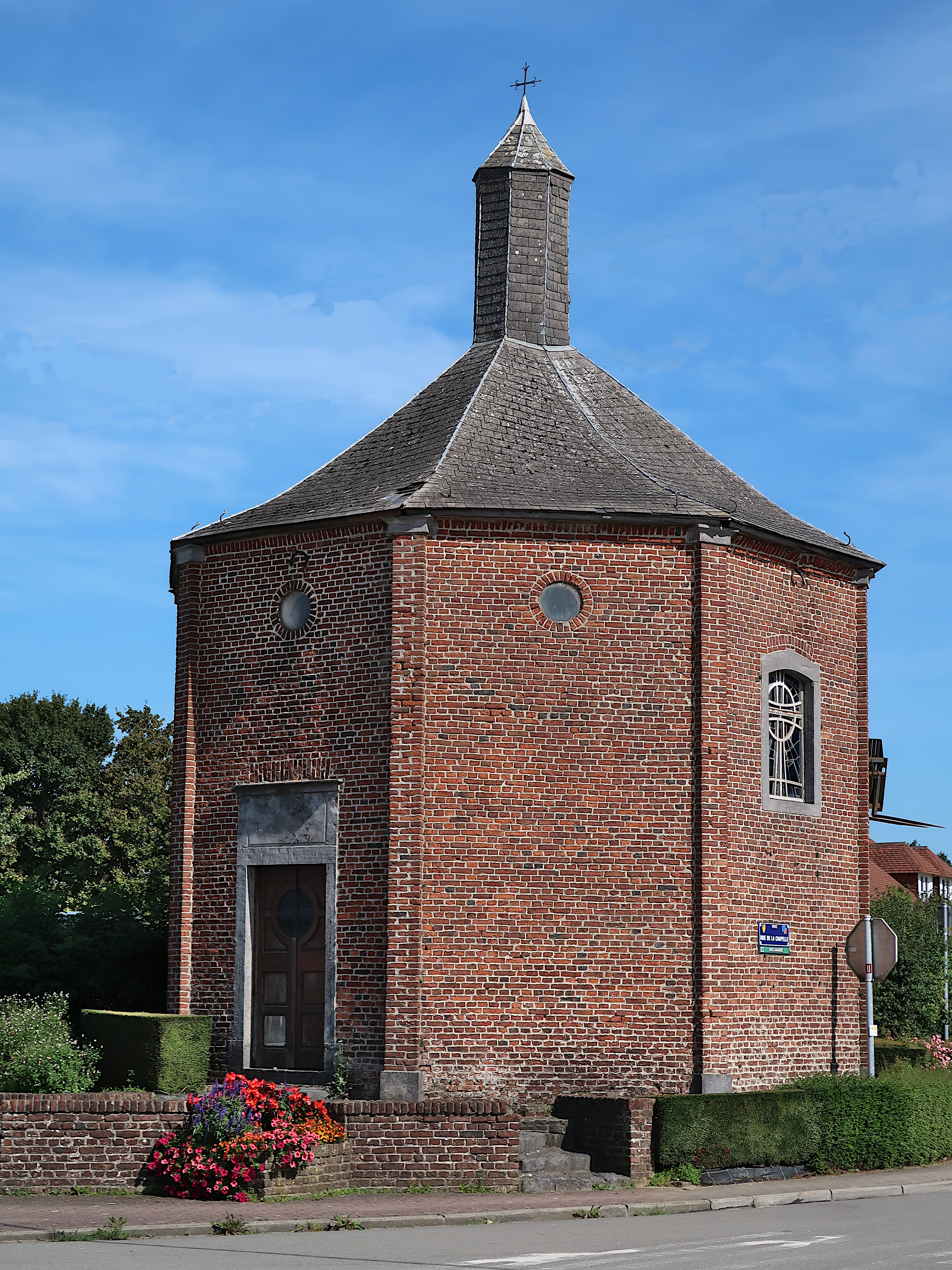
Kapel Notre-Dame de Bonne-Éspérance van 1820

## Natuur en landschap
Thorembais-Saint-Trond heeft een hoogte van 147 meter aan de kerk.

## Demografische ontwikkeling
- Bronnen:NIS, Opm:1831 tot en met 1970=volkstellingen, 1976= inwonersaantal op 31 december

## Nabijgelegen kernen
Thorembais-les-Béguines, Malèves, Orbais, Perwijs
Deelgemeenten: Malèves-Sainte-Marie-Wastines · Orbais · Perwijs · Thorembais-les-Béguines · Thorembais-Saint-Trond

Overige dorpen en gehuchten: Jaussellette · Malèves · Odenge · Sainte-Marie-lez-Opprebais · Wastines

Belgische gemeenten · Arrondissement Nijvel · Waals-Brabant · Wallonië